# Восток (цикл)
Цикл «Восток» — цикл документального кіно, створений журналістами «hromadske.tv». Три дні журналісти hromadske.tv не могли виїхати на Схід. Батальйон «Донбас», з яким була можливість висунутися в бік Донецька, не випускали з бази Національної гвардії до 30 червня. Три дні хлопці сиділи на валізах, двічі прибували на базу Нацгвардії по фальшивій тривозі. У підсумку "Донбасу" так і не видали боєкомплекти...
Журналісти вирушили на Схід самі. Поїздом до Харкова, звідти разом з волонтерами та гуманітарною допомогою попрямували об'їзними дорогами в бік Слов'янська. Вони спілкувалися з місцевим населенням, бійцями Нацгвардії, внутрішніх військ і ВДВ, ночували в трьох кілометрах від Слов'янська, ходили в розвідку і обживалися на блокпостах.

## Перелік стрічок проекту

### Фільм перший: «Передмова»
Як Богдан і Мустафа на Схід добирались.

### Фільм другий: «На Слов'янськ»
«Індіанець», Superumka і два журналісти hromadske.tv супроводжують цінний вантаж на блок-пости української армії на під'їздах до Слов'янська. Тепловізори, біноклі, рації, берци, форма і навіть звичайна вода. До припинення перемир'я залишаються лічені години. Колона виїжджає з Харкова та об'їзними дорогами проїжджає міста і маленькі селища у которих стоять бійці Нацгвардії, десантники, внутрішні війська і навіть Беркут. За неповних чотири години вони об'їжджають чотири блокпоста, разом з волонтерами спускаються в землянки, досліджують військові «віп-схрони» під мостами і нарешті добираються до кінцевого пункту призначення — блокпосту в Бильбасівці, в трьох кілометрах від міста Слов'янська .

### Фільм третій: «Елвіс»
«Елвіс» народився і виріс в Селидове Донецької області. Але в останні роки жив неподалік від Житомира. Відростив собі модний чуб, пройшов Майдан і повернувся на свою малу батьківщину в складі Національної гвардії.
«Мені важко було повертатися на Донбас саме в такій якості, гвардійця, — говорить Елвіс. — Через це я втратив багатьох друзів, які вважають мене зрадником. Але я не проти них. І я не громадянин області, я громадянин України».
У Елвіса троє дітей, молодшому — рік. «Ось саме тому я тут — щоб моїм дітям не довелося робити жорстокі речі, які доводиться здійснювати мені».
А ще він співає власних пісень. Як і належать Елвісу.

### Фільм четвертий: «Билбасівка»
Доба на блок-посту в трьох кілометрах від Слов'янська провели автори документального циклу "Восток" Мустафа Найєм та Богдан Кутєпов:
Якби не постріли і вибухи, це могло б нагадувати літній табір. Вони варять борщ на багатті, розповідають один одному життєві історії, пишуть вірші. Але смерть - поруч... [Архівовано 18 липня 2014 у Wayback Machine.]

### Фільм п'ятий: «Пастор»
Війна на Сході стала для нього особистою трагедією. Він жив у Барвінковому на Харківщині, а працювати їздив у Слов'янськ. Тепер захищає свою землю з автоматом у руках. «У мене двоє дітей, молода дружина, і взагалі я не лузер, — говорить гвардієць Пастор, — але я не можу залишатися вдома і бути диванним патріотом...»
Про сепаратистів він говорить так: «Вони думали, що на українській землі їх чекає сафарі. Перші кадировці, бійці батальйону «Схід», коли тільки заїжджали — Кадиров виступив з дуже гучною заявою, що «коли мої люди увійдуть на територію України — армія буде бігти аж до Києва». Сотні буйних голів зрозуміли, що Україна — це не сафарі. Сафарі не вийшло...»
На жаль, Пастор не чекає, що мир прийде скоро: «Швидко закінчити війну великим людям в шкіряних дорогих кріслах просто не вигідно. Не всі гроші розкрадені» [Архівовано 18 липня 2014 у Wayback Machine.].

### Фільм шостий: «Розвідка»
Перша ніч на 7-му блокпосту біля села Билбасівка. Богдан вирішив економити сили і сопів в наметі, сховавшись бронежилетом. Тим часом Мустафа не зміг відмовитися від пропозиції, зробленої гвардійцем з позивним "Турок". Близько третьої години ночі він відправився в справжню розвідку. Зазвичай на такі завдання беруть досвідчених бійців, але в цей раз операція тривала недовго.
У розвідку виходять коли ще темно. Групи по 5-7 чоловік йдуть далеко від блокпоста, знаходять зручне місце на височині і оглядають околиці, наносячи на карту позиції противника і шляхи можливого наступу  [Архівовано 18 липня 2014 у Wayback Machine.].

### Фільм сьомий: «Ельшан»
Кандидат наук, етнолог - і в той же час досвідчений розвідник. Він воював на трьох війнах. Нагорний Карабах, Чечня, Боснія... "Де війна - там і я", - говорить Ельшан. Зараз він допомагає у створенні добровольчого батальйону "Вікінг" імені Сашка Білого. З Музичко він особисто був знайомий, і попереджав його про замах. Називає його геніальним військовим стратегом, рівним якому зараз немає.
Про нашу війну він каже: "Народ, який 20 років не хотів воювати і демілітаризувався, вважав себе народом, у якого немає ворогів. І раптом - фашизм... Але українці самі по натурі воїни. Ця війна перейде на Белград, Орел..."
У 7-му епізоді документального циклу "Схід" можна побачити історію людини, яка ненавидить війну, але воює. Бо вважає, що українцям повинні допомагати інші вольні народи .

### Фільм восьмий: «День Народження»
28-го червня творці циклу "Схід" провели на околиці що кишить сепаратистами Слов'янська. Цього разу був привід відсвяткувати не тільки День конституції, а й іменини Мустафи Найєма. Оскільки хлопці з 7-го блок-поста вирішили накрити стіл, імениннику довелося «виставлятися», а для цього йти в сільпо в супроводі автоматників. Як той, День народження, що запам'ятався найбільше провів Мустафа і його супутник Богдан Кутєпов - в позитивному восьмому епізоді .

### Фільм дев'ятий: «Танкист»
Женя Журавльов, а для друзів просто Жора - механік, і під час бою сидить прямо під стовбуром. Коли йому було 18, він прийшов в училище і сказав, що хоче стати танкістом. Зараз йому 19, а він уже горів у танку і представлений до нагороди за участь в бою...
У звичайної людини навіть п'ять хвилин перебування в закритій капсулі-кабіні бойового танка, де навіть ніде витягнути ноги, викликають паніку і напади клаустрофобії. Женя ж розповідає про танк захлинаючись, як про кохану жінку.
А ось командири, на жаль, часто підводять... Один з керівників десантників 95-ї бригади кинув їх горіти в танку, порахувавши загиблими, а сержанту, викликаних рятувати екіпаж, навіть не дав супроводу. Але хлопці не збираються карати військового чинушу...

### Фільм десятий: «Кардан»
Кардан, хлопець з Харкова - водій-волонтер, який на своїй машині розвозить продукти по блокпостах. Всупереч небезпеки він погодився виконати той же шлях разом з журналістами Громадського. Раніше він був байкером, і цінує свободу попри що. Люди, що стояли на Майдані усю зиму пробудили в ньоум громадську позицію, як і у мільйонів інших українців, що увійшли до лав громадського суспільства країни.
Взагалі він дуже мовчазний. Але по дорозі він все ж розповів багато - про політику, про владу - вимовив накипіле на камеру.
Таких героїв Зараз на фронтах десятки. Але, на жаль, їхніх імен ніхто не знає...

### Фільм одинадцятий: «Комбат»
Командир батальйону «Артемівськ» Костянтин Матейченко народився в Костянтинівці Донецької області і до останнього часу очолював партійну Донецьку обласну осередок «Батьківщини». На минулих парламентських виборах майбутній комбат балотувався по 46-му виборчому округу в місті Артемівську. Вибори він програв. Депутатом обрана інша людина — Сергій Клюєв, за якого згідно з офіційними даними проголосувало 73% жителів округу. Втім сьогодні ці рейтинги вже мало кого хвилюють — Артемівськ захоплений, його депутат сидить у Раді, а сили АТО очевидно готуються до масштабної операції.
Ми зустрілися з командиром «Артемівська» напередодні припинення перемир'я, неподалік від штабу АТО. Інтерв'ю записували прямо в машині, по дорозі між блокпостами.
«Після призначення мене комбатом, мій будинок повністю спалили. Я змушений був вивезти сім'ю, родичів. Зараз вся родина по всій Україні в біженців. Мені втрачати нічого. Але з іншого боку, так і воювати легше. Я цих виродків буду рвати до останнього».
«У перемир'я є і позитив. Адже це як чайник, він скипає. І якщо зараз у нас все вийде, це буде постріл як від пробки шампанського. Але подальше затягування... ось тут мені здається, наслідки можуть бути важкими».
«В армії ж ніхто не приховує, що більшість генералів отримали свої лампаси за гроші, а середня ланка — це ті, у кого не вистачило розуму навіть грошей заробити. Це не анекдот. Так чого ви від цієї армії хочете тепер, коли справа дійшла до реальних бойових дій?! Дайте їм шанс, армія нікуди не дінеться — вони навчаться і воювати і взаємодіяти, тепер уже немає виходу. Але треба час».
«Щоб я порадив Петру Порошенко?.. Більше рішучості, більше волі. Політика політикою, але ментальність Донбасу сприймає тільки твердість, рішучість. Якщо ще простіше — народ Донбасу розуміє тільки силу, як би грубо і цинічно це не звучало. Толерантність тут ну не в пошані. Ну давайте дивитися правді в очі: Янукович раком ставив цей Донбас, тут люди до цього і звикли».

### Фільм дванадцятий: «Красний Лиман»
Цього разу дорога привела Мустафу і Богдана до блок-посту біля Красного Лиману. Там їх зустріли десантники і службовці 1-го резервного батальйону Нацгвардії. Пригостивши хлопців кавою і кашею, вони повели їх у ліс ставити розтяжки. Лише одна з них - це сигнальна ракета. Решта - з гранатами РГД-5 і Ф-1. Якщо у першому радіус ураження осколками 25 метрів, і шанси втекти є, то «лимонка» розносить смерть на 250 метрів від центру вибуху... Точних мав розташування цих пасток ні в кого немає. Багато років після закінчення АТО в цих лісах будуть гинути тварини, мисливці, туристи, грибники.

### Фільм тринадцятий: «Терорист»
Якщо вірити міліцейськім зведенням часів Майдану, цей худорлявий хлопець особисто спалив десять машин, побив близько 100 Беркутівців і зібрав банду чисельністю від трьох до п'яти тисяч осіб. Загалом, «Терорист» - такий позивний йому дали товариші на фронті, прочитавши його особисту справу. Це найпозитивніший «Терорист», якого зустрічала команда hromadske.tv на сході. Він весело пропонує розстріляти всю політичну еліту і одночасно жаліє свою маму, розповідаючи їй, що на службі умови, як на курорті.
Коли закінчиться війна «Терорист» мріє першим ділом поїхати до свого трирічного сина Віталіка..

### Фільм чотирнадцятий: «Арсенал»
Свій позивний вояк отримав не тому, що був агресивним або носив зброю. Просто під час Майдану він носив спортивний костюм з написом "Арсенал". "Арсенал" - командир підрозділу Національної гвардії, який займає блокпост у селища Ямполь в Краснолиманському районі Донецької області.
Невеликого росту смуглий та усміхнений молодий чоловік виріс в селі Красне, Львівської області. Дома залишив кохану дівчину, а в Нацгвардію записався прямо з Майдану. Коли ми прийшли на блокпост, український герой спав прямо на землі між деревами після нічного чергування. [Архівовано 18 липня 2014 у Wayback Machine.].

### Фільм п'ятнадцятий: «Армен і Олена»
Армен - легенда АТО. У зоні військових дій він вже два місяці. До цього допомагав постраждалим на Майдані, а взагалі сам - хірург. Сьогодні на фронті Армена і його помічницю Олену чекають, як свята. Він завжди приїжджає з «гостинцями», правда сумними - аптечками, індивідуальними наборами першої допомоги для бійців, шприцами, антишоками і знеболюючими.
Взагалі, Армен - відкритий і доброзичливий. На питання, чим хворіють на фронті, трохи задумавшись, каже: «У нас ніхто не хворіє, у нас у всіх болить душа за Україну. Ось це наша біль».
Але коли мова заходить про забезпечення бійців, Армен стає сумним, серйозним. Коли ми розговорилися, він спересердя підвів нас до своєї машини.
«Ви покажіть їм як ми працюємо, а то вони кричать з своїх крісел, що 95% все забезпечено. Я не бачив цього! Ато за їх словами, у нас тут все є, і швидкі допомоги, які вивозять поранених... Немає жодних машин. Коли розбомбили перший блок-пост жодної швидкої допомоги, крім нашої не було! Аптечки я привожу сам, які люди купують. А вони кажуть, у них все забезпечено... Може у них вдома все забезпечено, котрий вони вкрали?! Треба всю Верховну раду поміняти... Ось це найголовніші сепарати в країні! [Архівовано 15 липня 2014 у Wayback Machine.]»

### Фільм шістнадцятий: «Тут були...»
Блокпост на "Ямпільському перехресті", недалеко від Червоного Лиману, тепер обживають українські десантники. Але далеко вглиб лісу вони заходити не ризикують. Не пускають розтяжки з гранатами і ще... нудотно-солодкий трупний запах.
Ще тиждень тому тут був справжнісінький укріпрайон, який обслуговували майже дві тисячі осіб. Інфраструктура, професійно споруджені окопи та бліндажі... Перед зачисткою спрацювала авіація. Винищувачі покосили основну ударну силу перед тим, як пройшли ВДВ-шники. Цифри жертв серед бойовиків - страхітливі. Говорять про трьох, п'яти сотень загиблих...
Але тіла, ледве присипані землею, якими сповнений навколишній бор, ховали ще до спецоперації АТО. Українські військові з огидою розповідають, що своїх сепаратисти закопують, як тварин. А ось тіла військових - мінують, знаючи, що за ними ще прийдуть... Усюди розкидані залишки гуманітарної допомоги росіян, які так ніколи і не дізнаються, що відправляли її не жителям Донбассу, а тим, хто їх вбивав...
У 16-му епізоді документального циклу "Схід" використаний трек "Arkana" (Haydamaky & dj Cai feat. Tanya Tanya Hawryliuk, Bohdan Kutiepov, Wasyl Geckler) [Архівовано 12 липня 2014 у Wayback Machine.]

### Фільм сімнадцятий: «Зачистка»
У перший ранок після припинення перемир'я журналісти hromadske.tv супроводжували батальйон "Артемівськ" при звільненні села Закотне Краснолиманського району Донецької області.
О шостій годині ранку 1 липня батальйон вийшов на позиції неподалік від села в супроводі десантників і спецпідрозділів Національної гвардії. У вісім почався артилерійський обстріл блокпостів сепаратистів навколо селища. Вже в десять ранку важка техніка увійшла в село, зачищаючи будинок за будинком.
Журналісти hromadske.tv разом з батальйоном "Артемівськ" крок за кроком проходили вглиб села, спостерігаючи жахливі наслідки війни: раскурочені та спалені автомобілі, підірвані вантажівки, численні могили невідомих солдатів і обгризені собаками трупи  [Архівовано 3 липня 2014 у Wayback Machine.]...